# 望北三官庙
望北三官庙，位于山西省长治市黎城县黎侯镇望北村，是一处山西省文物保护单位。
2021年8月4日，望北三官庙公布为第六批山西省文物保护单位，年代为元、清，古建筑类，编号6-184。